# Baratier
Baratier ist eine französische Gemeinde im Département Hautes-Alpes in der Region Provence-Alpes-Côte d’Azur. Sie gehört zum Arrondissement Gap und zum Kanton Embrun. Die Bewohner nennen sich Baratons. Die Gemeinde grenzt im Norden an Embrun, im Nordosten an Saint-Sauveur, im Südosten an Les Orres und im Westen an Crots.

## Geschichte
Aus dem Jahr 1237 gibt es die erste Erwähnung der Ortschaft unter dem Namen „Baraterium“.

### Bevölkerungsentwicklung
| Jahr      | 1793 | 1821 | 1856 | 1881 | 1901 | 1921 | 1946 | 1954 | 1962 | 1968 | 1975 | 1982 | 1990 | 1999 | 2008 | 2012 | 2021 |
| --------- | ---- | ---- | ---- | ---- | ---- | ---- | ---- | ---- | ---- | ---- | ---- | ---- | ---- | ---- | ---- | ---- | ---- |
| Einwohner | 227  | 286  | 295  | 225  | 207  | 201  | 189  | 199  | 198  | 222  | 209  | 243  | 356  | 461  | 511  | 499  | 631  |

## Partnergemeinde
- Crissolo

## Persönlichkeiten
- Auguste-Callixte-Jean Bonnabel (1886–1967), Geistlicher